# Helge Aspelund
Helge Allan Ossian Aspelund, född 19 september 1897 i Joensuu, död 11 juli 1975, var en finländsk kemiingenjör och kemist.
Aspelund blev student 1918, diplomingenjör 1923, teknologie doktor 1928 och docent i kemi 1930. Han var assistent i organisk kemi vid Åbo Akademi 1923–1924 och 1929–1930, kemist vid Orijärvi Gruv Ab 1926–1927, anställd vid Medica Ab 1927–1929, förestod konstsilkeförsöksanstalten i Kaukas 1930–1932, var tillförordnad professor i kemi vid Åbo Akademi 1932–1934, e.o. professor i organisk kemi 1934–1943, professor 1943–1961 och innehade en personell professur i farmaceutisk kemi 1962–1965. Han var lärare i kemi vid industriskolan i Åbo 1923–1926 och 1932–1933 och vetenskaplig ledare för medicinfabriken Star Ab 1947–1962. Han skrev bland annat Bidrag till kännedomen om trevärt kol (akademisk avhandling, 1927).